# Muscle Museum EP
Muscle Museum EP is de tweede extended play van de Britse rockband Muse en werd uitgebracht op 11 januari 1999. Net zoals de vorige extended play van de band zijn er van deze extended play ook maar 999 handgenummerde exemplaren uitgebracht.
De nummers Muscle Museum, Sober, Uno en Unintended zijn later opnieuw opgenomen voor het eerste studioalbum van de band. Instant Messenger verscheen later als B-kant van de single Muscle Museum als Pink Ego Box.

## Nummers
Alle muziek en teksten zijn geschreven door Matthew Bellamy. 
| 1.                 | Muscle Museum     | 4:20 |
| 2.                 | Sober             | 4:20 |
| 3.                 | Uno               | 3:39 |
| 4.                 | Unintended        | 3:56 |
| 5.                 | Instant Messenger | 3:30 |
| 6.                 | (Muscle Museum)#2 | 1:21 |
| Totale duur: 21:06 |                   |      |

## Medewerkers

### Muse
- Matthew Bellamy – zang, gitaren, piano, hammondorgel, mellotron, productie
- Christopher Wolstenholme – basgitaar, achtergrondzang, productie
- Dominic Howard – drums, productie

### Overige medewerkers
- Paul Reeve – productie, mixen, achtergrondzang op Unintended en Instant Messenger
- John Cornfield – mastering
- Mark Thomas – techniek
- Steve (Connerdesign) – artwork, grafische vormgeving
- Phil Andrews – fotografie